# Повстання лікійців та карійців проти Родосу
Повстання лікійців та карійців проти Родосу — серія конфліктів у першій половині 2 століття до н.е., котра сталась через утиски родосців щодо мешканців їх материкових володінь.

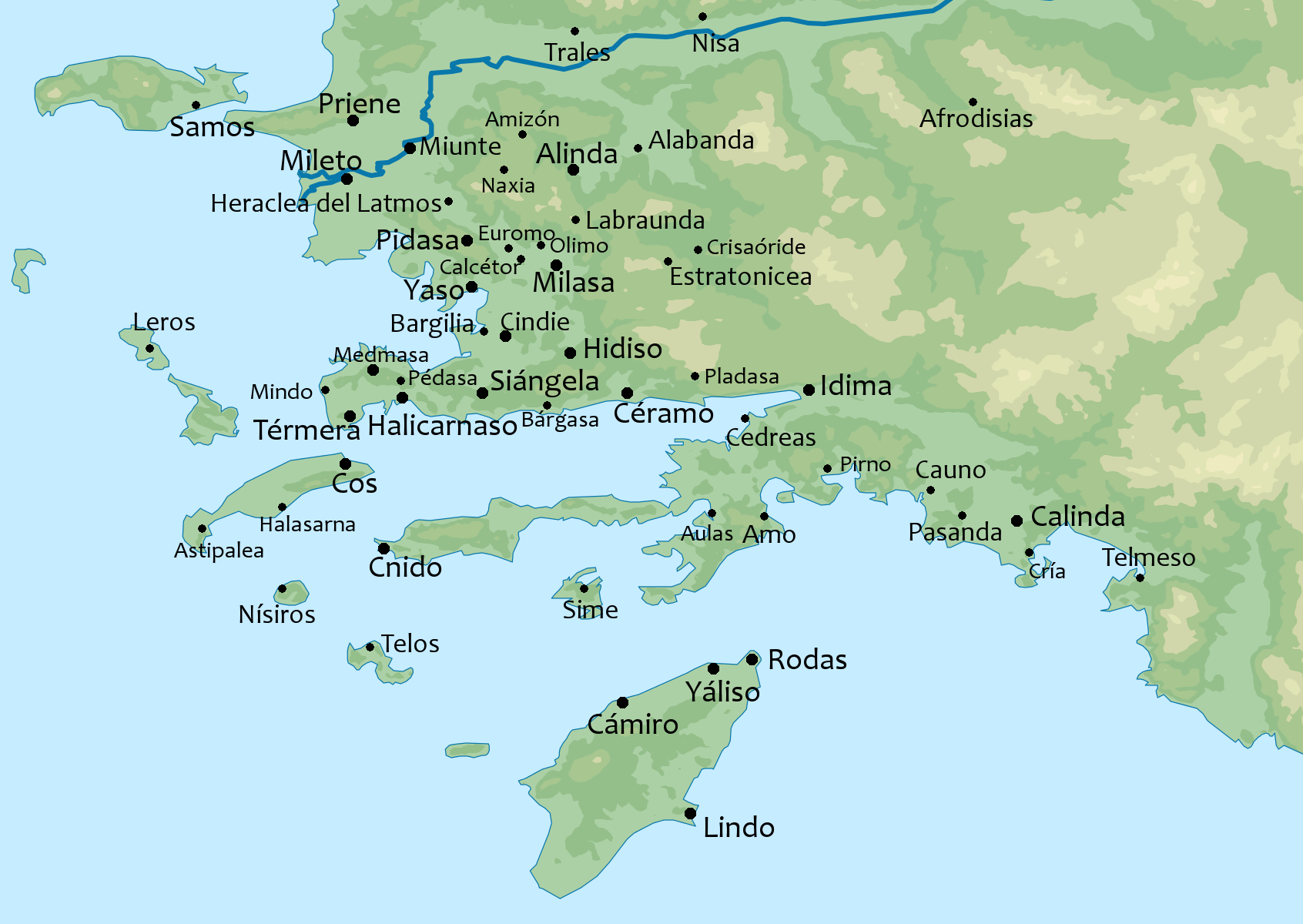
Мапа південно-західного завершення Малої Азії. Зокрема, позначені згадані у статті Родос, Калінда, Кавн (Cauno), Стратонікея, Міласа, Евром, Алабанда та Ніса. Основна територія Лікії лежить далі на схід за межами мапи

У Сирійській війні 192—188 роки до н.е. Родос виступав на стороні римлян та зробив чималий внесок (передусім завдяки своєму флоту) в досягнення перемоги над державою Селевкидів. Як наслідок, по завершенні конфлікту Рим винагородив свого союзника чималими територіями у Лікії та Карії, котрі були відбрані у селевкідського царя Антіоха III. 
Відносини Родосу з мешканцями нових володінь майже одразу стали напруженими, що було викликане масштабними зловживаннями острів’ян. Як жалілись лікійські посли у Римі, родосці «вікрито творять огидні речі лише для того … щоб лікійці не сумнівались: між ними та придбаними за гроші рабами немає ніякої різниці» (Лівій).
Зустрівшись з наругою, лікійці почали чинити спротив. Як повідомляє Полібій, вже у 180 році до н.е. тут виник якийсь збройний конфлікт, оскільки на заклик Родосу пергамський цар Евмен II виступив у похід на лікійців. Щоправда, більше про події того року нічого невідомо.
У 177 році до н.е. лікійці (щонайменше мешканці старовинної столиції цієї області Ксанфу) повстали, проте родосцям вдалось швидко придушити повстання – відправлені перед ним до римлян посли прибули туди вже після поразки лікійців. У Римі були незадоволені окремими діями родосців, котрі показували їх зближення із македонським царем Персеєм: вони організували пишний супровід для нареченої останнього Лаодіки та отримали від нього велику кількість деревини для спорудження суден. До того ж, Родос влаштував урочисті навчання свого військового флоту, продемонструвавши кілька десятків кораблів. Тому, хоча сенатори й не зглянулись на мольби лікійців, проте все-таки надіслали родосцям нагадування, що жителі Лікії надані їм не в дар, а на правах союзників та друзів.
Навіть таке рішення сенату підбадьорило лікійців та сприяло продовженню заворушень, проте найближчі наслідки нам практично невідомі — близько 174 року до н.е. в уривках з Полібія зазначено «ворогували між собою лікійці та родосці».
А у 167 році до н.е. спалахнуло нове повстання, про яке ми маємо дещо більше відомостей. На той час римляни остаточно розгромили Македонію під час Третьої Македонської війни, при цьому Родос не тільки ухилився від виступу на стороні римлян, але навіть наважився ставити їм якісь вимоги. Це загрожувало острів’янам війною із гегемоном Середземномор’я та підбадьорило мешканців поневолених ними земель. Як наслідок, повстали мешканці розташованого у західній Карії Еврома та Кавну, котрий лежить на межі Лікії та Карії. Останнє місто вважалось автономним, про що засвідчує датований періодом після 188 р. до н.е. мирний договір між Мілетом та Магнесією-на-Меандрі, в якому Кавн виступає гарантом поряд із Родосом. Втім, навіть у такому випадку воно мало якісь причини щоб виступити проти родосців. 
Саме повстання протікало невдало. Вислане під командуванням Лікона ополчення родоської молоді за сприяння великого пісідійського міста Кібіра (відносилось до Пергамського царства) швидко примусило кавнійців підкоритись. Далі родосці рушили у Карію та в битві при Ортосії (в долині Меандру за десяток кілометрів від Ніси) розбили алабандійців та міласійців, котрі виступили на стороні Еврома.  
Втім, невдовзі з Риму надійшло рішення сенату про надання карійціям та лікійцям незалежності від Родосу. У 166 році до н.е. родоські гарнізони покинули Кавн та Стратонікею (головне місто східної Карії).
Можливо також відзначити, що вже за пару років по тому сам Кавн увійшов у конфлікт з підвладною йому Каліндою. 